# Convocazioni al campionato europeo femminile di pallavolo 2009

## Azerbaigian
| N° | Nome                | Ruolo | Data di nascita   | Squadra        |
| -- | ------------------- | ----- | ----------------- | -------------- |
| -  | Faig Garaev         | All   | -                 | -              |
| 1  | Darya Zamanova      | S     | 30 aprile 1987    | Azərreyl       |
| 2  | Kseniya Kovalenko   | S     | 21 novembre 1986  | Azərreyl       |
| 4  | Oksana Parkhomenko  | P     | 28 luglio 1984    | Fenerbahçe     |
| 7  | Yelena Parkhomenko  | C     | 11 settembre 1982 | Azərreyl       |
| 8  | Natavan Gasimova    | P     | 8 luglio 1985     | Azərreyl       |
| 9  | Natalya Mammadova   | S/O   | 2 dicembre 1984   | Türk Telekom   |
| 10 | Oksana Mammadyarova | S     | 6 aprile 1978     | Azərreyl       |
| 11 | Lidiya Maksimenko   | S     | 19 marzo 1981     | Azərreyl       |
| 12 | Valeriya Korotenko  | L     | 29 gennaio 1984   | Fenerbahçe     |
| 15 | Aynur Kərimova      | C     | 7 dicembre 1988   | Nəqliyyatçı    |
| 16 | Shafag Karimova     | S     | 15 ottobre 1988   | Lokomotiv Baku |
| 17 | Polina Rəhimova     | S/O   | 5 giugno 1990     | Azərreyl       |
| ?  | ?                   | -     | -                 | -              |
| ?  | ?                   | -     | -                 | -              |

## Belgio
| N° | Nome                  | Ruolo | Data di nascita   | Squadra            |
| -- | --------------------- | ----- | ----------------- | ------------------ |
| -  | Gert Vande Broek      | All   | -                 | -                  |
| 2  | Freya Aelbrecht       | C     | 10 febbraio 1990  | Asteríx Kieldrecht |
| 3  | Frauke Dirickx        | P     | 3 gennaio 1980    | Metal Galați       |
| 4  | Yana De Leeuw         | P     | 6 settembre 1990  | Asteríx Kieldrecht |
| 6  | Charlotte Leys        | S     | 18 marzo 1989     | Asteríx Kieldrecht |
| 7  | Liesbet Vindevoghel   | S     | 29 dicembre 1979  | Brunelli           |
| 9  | Virginie De Carne     | S/O   | 25 maggio 1977    | Omička             |
| 11 | Griet Van Vaerenbergh | L     | 22 marzo 1982     | Asteríx Kieldrecht |
| 12 | Marta Szczygielska    | L     | 28 settembre 1981 | PTPS               |
| 14 | Gwendoline Horemans   | C     | 16 settembre 1987 | Münster            |
| 16 | Hélène Rousseaux      | S     | 25 settembre 1991 | Vilvoorde          |
| 17 | Els Vandesteene       | C     | 30 maggio 1987    | VDK Gent           |
| 19 | Jolien Wittock        | C     | 22 febbraio 1990  | Prostějov          |
| ?  | ?                     | -     | -                 | -                  |
| ?  | ?                     | -     | -                 | -                  |

## Bielorussia
| N° | Nome                  | Ruolo | Data di nascita   | Squadra            |
| -- | --------------------- | ----- | ----------------- | ------------------ |
| -  | Nikolaj Karpol'       | All   | 1º maggio 1938    | -                  |
| 1  | Marina Tumas          | S     | 17 settembre 1984 | Fenerbahçe         |
| 2  | Ol'ha Pal'čevskaja    | P     | 6 dicembre 1984   | Minčanka           |
| 3  | Yuliya Markouskaya    | L     | 29 maggio 1982    | Kovrovschik Brest  |
| 5  | Natallia Puzyr        | P     | 28 luglio 1988    | Kommunalnik Grodno |
| 6  | Ekaterina Skrabatun   | S     | 23 aprile 1987    | Voléro Zurigo      |
| 7  | Iryna Lebedzeva       | L     | 14 gennaio 1973   | Nadežda Serpukhov  |
| 8  | Oksana Aksenava       | S     | 8 agosto 1983     | Atlant Baranoviči  |
| 9  | Kacjaryna Zakreŭskaja | S     | 29 settembre 1986 | Atlant Baranoviči  |
| 10 | Alena Hendzel         | C     | 21 settembre 1984 | PTPS               |
| 11 | Hanna Shauchenka      | S     | 14 gennaio 1979   | Atlant Baranoviči  |
| 12 | Aksana Kavalchuk      | S     | 23 novembre 1979  | Indezit            |
| 14 | Viktoryia Abukhovich  | -     | 30 gennaio 1989   | Neman Grodno       |
| ?  | ?                     | -     | -                 | -                  |
| ?  | ?                     | -     | -                 | -                  |

## Bulgaria
| N° | Nome                | Ruolo | Data di nascita   | Squadra             |
| -- | ------------------- | ----- | ----------------- | ------------------- |
| -  | Dragan Nešić        | All   | 31 luglio 1970    | Giannino Pieralisi  |
| 3  | Tania Sabkova       | S     | 10 giugno 1988    | Levski Sofia        |
| 4  | Evelina Cvetanova   | P     | 22 aprile 1974    | Anorthōsīs          |
| 5  | Aneta Germanova     | S     | 3 gennaio 1975    | Robur Tiboni Urbino |
| 6  | Cvetelina Zarkova   | C     | 18 dicembre 1986  | Vilsbiburg          |
| 8  | Eva Janeva          | S     | 31 luglio 1985    | RC Cannes           |
| 9  | Ljubka Debărlieva   | P     | 21 settembre 1980 | Levski Sofia        |
| 11 | Radostina Chitigoi  | S     | 3 settembre 1978  | Tomis Constanța     |
| 13 | Marija Filipova     | L     | 10 settembre 1982 | Metal Galați        |
| 14 | Elena Koleva        | S/O   | 1º dicembre 1977  | River               |
| 16 | Elica Vasileva      | S     | 13 maggio 1990    | Sirio Perugia       |
| 17 | Strašimira Filipova | C     | 18 agosto 1985    | RC Cannes           |
| 18 | Ilijana Petkova     | C     | 10 novembre 1977  | Castellana Grotte   |
| ?  | ?                   | -     | -                 | -                   |
| ?  | ?                   | -     | -                 | -                   |

## Croazia
| N° | Nome                 | Ruolo | Data di nascita  | Squadra           |
| -- | -------------------- | ----- | ---------------- | ----------------- |
| -  | Mirosla Aksentijević | All   | -                | -                 |
| 2  | Ana Grbac            | P     | 23 marzo 1988    | Rijeka            |
| 4  | Marina Miletić       | L     | 21 febbraio 1983 | Rijeka            |
| 5  | Mirela Delić         | C     | 13 novembre 1981 | Beşiktaş          |
| 6  | Sanja Popović        | S     | 31 maggio 1984   | Chieri            |
| 7  | Cecilia Dujieć       | -     | 6 dicembre 1987  | Split             |
| 8  | Mia Jerkov           | S     | 14 maggio 1986   | Brunelli          |
| 10 | Marina Katić         | P     | 1º ottobre 1983  | Īraklīs Salonicco |
| 11 | Katarina Barun       | S/O   | 1º dicembre 1983 | Metal Galați      |
| 12 | Senna Ušić           | S     | 14 maggio 1986   | Cesena            |
| 15 | Ivana Miloš          | C     | 7 marzo 1986     | Rijeka            |
| 17 | Jelena Alajbeg       | S/O   | 1º ottobre 1989  | -                 |
| 18 | Maja Poljak          | C     | 2 maggio 1983    | Türk Telekom      |
| ?  | ?                    | -     | -                | -                 |
| ?  | ?                    | -     | -                | -                 |

## Francia
| N° | Nome                | Ruolo | Data di nascita  | Squadra        |
| -- | ------------------- | ----- | ---------------- | -------------- |
| -  | Fabrice Vial        | All   | 18 aprile 1969   | -              |
| 2  | Véronika Hudima     | S     | 8 luglio 1988    | Calais         |
| 3  | Félicia Menara      | P     | 23 giugno 1991   | IFVB           |
| 4  | Christina Bauer     | C     | 1º gennaio 1988  | ASPTT Mulhouse |
| 6  | Amandine Mauricette | S     | 1º giugno 1985   | Venelles       |
| 8  | Pauline Soullard    | C     | 24 aprile 1985   | La Rochette    |
| 9  | Anna Rybaczewski    | S     | 23 marzo 1982    | ASPTT Mulhouse |
| 10 | Maëva Orlé          | C     | 8 maggio 1991    | IFVB           |
| 11 | Armelle Faesch      | P     | 26 dicembre 1981 | ASPTT Mulhouse |
| 12 | Déborah Ortschitt   | L     | 10 giugno 1987   | ASPTT Mulhouse |
| 13 | Alexia Djilali      | S     | 27 ottobre 1987  | ASPTT Mulhouse |
| 14 | Séverine Liénard    | S     | 19 febbraio 1979 | Fischbek       |
| 15 | Séverine Szewczyk   | S     | 29 giugno 1976   | Le Cannet      |
| 16 | Estelle Quérard     | L     | 19 marzo 1979    | Le Cannet      |
| 17 | Jelena Lozančić     | C     | 26 marzo 1983    | Le Cannet      |

## Germania
| N° | Nome                | Ruolo | Data di nascita   | Squadra           |
| -- | ------------------- | ----- | ----------------- | ----------------- |
| -  | Giovanni Guidetti   | All   | 20 settembre 1972 | -                 |
| 2  | Kathleen Weiß       | P     | 2 febbraio 1984   | Martinus          |
| 4  | Kerstin Tzscherlich | L     | 15 febbraio 1978  | Dresdner          |
| 5  | Lisa Thomsen        | L     | 20 agosto 1985    | Münster           |
| 6  | Kathy Radzuweit     | C     | 2 marzo 1982      | Donoratico        |
| 7  | Heike Beier         | S     | 9 dicembre 1983   | River             |
| 10 | Anne Matthes        | S     | 30 aprile 1985    | Dresdner          |
| 11 | Christiane Fürst    | C     | 29 marzo 1985     | Robursport Pesaro |
| 12 | Lena Möllers        | P     | 6 gennaio 1990    | Olympia Berlino   |
| 13 | Sarah Petrausch     | S     | 31 luglio 1990    | Olympia Berlino   |
| 15 | Maren Brinker       | S     | 10 luglio 1986    | Bayer Leverkusen  |
| 16 | Margareta Kozuch    | S/O   | 30 ottobre 1986   | Asystel           |
| 18 | Corina Ssuschke     | C     | 9 maggio 1983     | Cesena            |
| ?  | ?                   | -     | -                 | -                 |
| ?  | ?                   | -     | -                 | -                 |

## Italia
| N° | Nome                 | Ruolo | Data di nascita   | Squadra       |
| -- | -------------------- | ----- | ----------------- | ------------- |
| -  | Massimo Barbolini    | All   | 29 agosto 1964    | -             |
| 4  | Lucia Crisanti       | C     | 16 marzo 1986     | Sirio Perugia |
| 5  | Giulia Rondon        | P     | 10 ottobre 1987   | Sassuolo      |
| 6  | Enrica Merlo         | L     | 28 dicembre 1988  | Bergamo       |
| 8  | Jenny Barazza        | C     | 24 luglio 1981    | Bergamo       |
| 9  | Manuela Secolo       | S     | 22 febbraio 1977  | Olympiakos    |
| 10 | Paola Cardullo       | L     | 18 marzo 1982     | Asystel       |
| 11 | Serena Ortolani      | S/O   | 7 gennaio 1987    | Bergamo       |
| 12 | Francesca Piccinini  | S     | 10 gennaio 1979   | Bergamo       |
| 13 | Valentina Arrighetti | C     | 25 gennaio 1985   | Bergamo       |
| 14 | Eleonora Lo Bianco   | P     | 22 dicembre 1979  | Bergamo       |
| 15 | Antonella Del Core   | S     | 5 novembre 1980   | Bergamo       |
| 16 | Lucia Bosetti        | S     | 9 luglio 1989     | Sassuolo      |
| 17 | Simona Gioli         | C     | 17 settembre 1977 | Dinamo Mosca  |
| 18 | Taismary Agüero      | S/O   | 5 marzo 1977      | Türk Telekom  |

## Paesi Bassi
| N° | Nome               | Ruolo | Data di nascita   | Squadra               |
| -- | ------------------ | ----- | ----------------- | --------------------- |
| -  | Avital Selinger    | All   | 10 marzo 1959     | Martinus              |
| 1  | Kim Staelens       | P     | 7 gennaio 1982    | Sirio Perugia         |
| 2  | Monique Wismeijer  | P     | 21 ottobre 1978   | AMVJ                  |
| 3  | Francien Huurman   | C     | 18 aprile 1975    | Martinus              |
| 4  | Chaïne Staelens    | S     | 7 novembre 1980   | -                     |
| 5  | Robin De Kruijf    | C     | 5 maggio 1991     | Martinus              |
| 6  | Maret Grothues     | S     | 16 settembre 1988 | Martinus              |
| 8  | Alice Blom         | S     | 7 aprile 1980     | Villa Cortese         |
| 10 | Janneke van Tienen | L     | 29 maggio 1979    | Sirio Perugia         |
| 11 | Caroline Wensink   | C     | 4 agosto 1984     | Martinus              |
| 12 | Manon Flier        | S/O   | 8 febbraio 1984   | Giannino Pieralisi    |
| 15 | Ingrid Visser      | C     | 4 giugno 1977     | Leningradka           |
| 16 | Debby Stam         | S     | 24 luglio 1984    | Universitet-Technolog |
| ?  | ?                  | -     | -                 | -                     |
| ?  | ?                  | -     | -                 | -                     |

## Polonia
| N° | Nome                  | Ruolo | Data di nascita   | Squadra         |
| -- | --------------------- | ----- | ----------------- | --------------- |
| -  | Jerzy Matlak          | All   | 21 giugno 1945    | -               |
| 1  | Anna Barańska         | S     | 14 maggio 1984    | Calisia         |
| 2  | Mariola Barbachowska  | L     | 3 luglio 1982     | Muszynianka     |
| 3  | Anna Woźniakowska     | S     | 2 marzo 1982      | Calisia         |
| 4  | Dorota Pykosz         | C     | 22 ottobre 1978   | Muszynianka     |
| 5  | Natalia Bamber        | S/O   | 24 febbraio 1982  | BKS             |
| 6  | Agnieszka Bednarek    | C     | 20 febbraio 1986  | PTPS            |
| 7  | Izabela Bełcik        | P     | 29 novembre 1980  | Muszynianka     |
| 12 | Milena Sadurek        | P     | 18 ottobre 1984   | PTPS            |
| 13 | Paulina Maj           | L     | 22 marzo 1987     | PTPS            |
| 15 | Katarzyna Biel        | C     | 21 settembre 1981 | BKS             |
| 16 | Aleksandra Jagieło    | S     | 2 giugno 1980     | Muszynianka     |
| 17 | Joanna Kaczor         | S/O   | 16 settembre 1984 | Gwardia Wrocław |
| ?  | Eleonora Staniszewska | C     | 25 ottobre 1978   | BKS             |
| ?  | Klaudia Kaczorowska   | S     | 20 dicembre 1988  | PTPS            |

## Rep. Ceca
| N° | Nome                | Ruolo | Data di nascita   | Squadra       |
| -- | ------------------- | ----- | ----------------- | ------------- |
| -  | Táňa Krempaská      | All   | -                 | -             |
| 1  | Vendula Adlerova    | S     | 24 aprile 1984    | Tenerife      |
| 4  | Aneta Havlíčková    | S/O   | 3 luglio 1987     | Weert         |
| 5  | Julie Jaszova       | S     | 14 settembre 1987 | Královo Pole  |
| 7  | Michaela Hasalíková | C     | 18 aprile 1984    | Villa Cortese |
| 8  | Tereza Matuszková   | S/O   | 3 dicembre 1982   | Busto Arsizio |
| 9  | Anna Kallistova     | C     | 30 ottobre 1982   | -             |
| 11 | Michaela Jelínková  | P     | 2 dicembre 1985   | Münster       |
| 13 | Markata Tomanova    | L     | 10 febbraio 1982  | Prostějov     |
| 14 | Lucie Muehlsteinova | P     | 15 ottobre 1984   | AZS Białystok |
| 15 | Jana Šenková        | S     | 11 luglio 1982    | Parma         |
| 16 | Helena Havelková    | S     | 25 luglio 1988    | Sassuolo      |
| 17 | Ivana Plchotová     | C     | 22 ottobre 1982   | Muszynianka   |

## Russia
| N° | Nome                  | Ruolo | Data di nascita  | Squadra               |
| -- | --------------------- | ----- | ---------------- | --------------------- |
| -  | Vladimir Kuzjutkin    | All   | -                | -                     |
| 1  | Maria Borodakova      | C     | 8 marzo 1986     | Dinamo Mosca          |
| 2  | Hanna Cokur           | S     | 2 aprile 1984    | Samorodok             |
| 3  | Marija Žadan          | P     | 6 febbraio 1983  | Universitet-Technolog |
| 4  | Elena Konstantinova   | C     | 25 agosto 1981   | Dinamo-Jantar         |
| 7  | Natal'ja Safronova    | S     | 6 febbraio 1979  | Dinamo Mosca          |
| 8  | Julija Merkulova      | C     | 17 febbraio 1984 | Zareč'e Odincovo      |
| 9  | Ol'ga Fateeva         | S/O   | 4 maggio 1984    | Zareč'e Odincovo      |
| 10 | Julija Sedova         | C     | 8 gennaio 1985   | Avtodor-Metar         |
| 11 | Ekaterina Gamova      | S/O   | 17 ottobre 1980  | Dinamo Mosca          |
| 12 | Marina Šešenina       | P     | 26 giugno 1985   | Uraločka              |
| 14 | Ekaterina Kabešova    | L     | 5 agosto 1986    | Leningradka           |
| 15 | Tat'jana Košeleva     | S     | 23 dicembre 1988 | Zareč'e Odincovo      |
| ?  | Ksenija Naumova       | S     | 1º febbraio 1990 | Zareč'e Odincovo      |
| ?  | Ekaterina Starodubova | L     | 19 ottobre 1984  | Universitet-Technolog |

## Serbia
| N° | Nome              | Ruolo | Data di nascita | Squadra            |
| -- | ----------------- | ----- | --------------- | ------------------ |
| -  | Zoran Terzić      | All   | 9 luglio 1966   | -                  |
| 1  | Jelena Nikolić    | S     | 13 aprile 1982  | VakıfBank GS       |
| 2  | Jovana Brakočević | S/O   | 5 marzo 1988    | Spes Conegliano    |
| 3  | Ivana Ðerisilo    | S/O   | 8 agosto 1983   | Metal Galați       |
| 5  | Nataša Krsmanović | C     | 19 giugno 1985  | Galatasaray        |
| 6  | Jasna Majstorović | S     | 23 aprile 1984  | Poštar             |
| 7  | Brižitka Molnar   | S     | 28 luglio 1985  | Metal Galați       |
| 8  | Ana Antonijević   | P     | 26 agosto 1987  | Poštar             |
| 9  | Jovana Vesović    | S     | 21 giugno 1987  | Poštar             |
| 10 | Maja Ognjenović   | P     | 6 agosto 1984   | Giannino Pieralisi |
| 11 | Stefana Veljković | C     | 9 gennaio 1990  | Poštar             |
| 16 | Milena Rašić      | C     | 25 ottobre 1990 | Dinamo Pančevo     |
| 17 | Silvija Popović   | L     | 15 marzo 1986   | Poštar             |
| 18 | Suzana Ćebić      | L     | 9 novembre 1984 | Tenerife           |
| ?  | ?                 | -     | -               | -                  |

## Slovacchia
| N° | Nome                | Ruolo | Data di nascita | Squadra              |
| -- | ------------------- | ----- | --------------- | -------------------- |
| -  | Miroslav Čada       | All   | -               | -                    |
| 1  | Daniela Gönciová    | S/O   | 16 aprile 1984  | Prostějov            |
| 3  | Jana Gogolová       | C     | 27 gennaio 1984 | Calais               |
| 4  | Tatiana Crkoňová    | C     | 7 gennaio 1992  | -                    |
| 5  | Veronika Hrončeková | C     | 2 gennaio 1990  | -                    |
| 7  | Monika Smák         | P     | 29 agosto 1973  | -                    |
| 8  | Martina Konečná     | S     | 11 giugno 1983  | Schwechat Post       |
| 10 | Solange Soares      | S     | 1º luglio 1980  | Prostějov            |
| 12 | Simona Kleskeňová   | L     | 4 aprile 1980   | -                    |
| 13 | Ivana Bramborová    | S/O   | 11 aprile 1985  | Prostějov            |
| 14 | Miroslava Kuciaková | S/O   | 31 gennaio 1989 | Doprastav Bratislava |
| 15 | Martina Viestová    | P     | 21 maggio 1984  | Doprastav Bratislava |
| 16 | Martina Noseková    | S     | 1º aprile 1985  | Královo Pole         |
| ?  | ?                   | -     | -               | -                    |
| ?  | ?                   | -     | -               | -                    |

## Spagna
| N° | Nome               | Ruolo | Data di nascita   | Squadra        |
| -- | ------------------ | ----- | ----------------- | -------------- |
| -  | Gido Vermeulen     | All   | -                 | -              |
| 1  | Elena García       | C     | 12 agosto 1979    | Donoratico     |
| 4  | Ana Ramírez        | L     | 4 novembre 1981   | Diego Porcelos |
| 5  | Romina Lamas       | P     | 29 agosto 1978    | CAV Murcia     |
| 6  | Ana Correa         | C     | 19 gennaio 1985   | Aguere         |
| 7  | Amaranta Fernández | C     | 11 agosto 1983    | Santeramo      |
| 8  | Yasmina Hernández  | S/O   | 24 aprile 1984    | Tenerife       |
| 10 | Sara Hernández     | P     | 12 settembre 1986 | Albacete       |
| 11 | Diana Sánchez      | S     | 7 marzo 1977      | Albacete       |
| 12 | Lucía Paraja       | C     | 10 febbraio 1983  | Tenerife       |
| 15 | Mireya Delgado     | S/O   | 5 novembre 1991   | CAEP Soria     |
| 16 | Sara González      | C     | 16 novembre 1984  | Diego Porcelos |
| 17 | Arkía El-Ammari    | S     | 9 ottobre 1976    | Tenerife       |
| ?  | ?                  | -     | -                 | -              |
| ?  | ?                  | -     | -                 | -              |

## Turchia
| N° | Nome                 | Ruolo | Data di nascita  | Squadra       |
| -- | -------------------- | ----- | ---------------- | ------------- |
| -  | Alessandro Chiappini | All   | 31 gennaio 1969  | -             |
| 1  | Pelin Çelik          | P     | 23 maggio 1982   | Karşıyaka     |
| 3  | Nihan Yeldan         | L     | 7 febbraio 1982  | VakıfBank GS  |
| 7  | Gizem Güreşen        | L     | 14 gennaio 1987  | Galatasaray   |
| 8  | Bahar Toksoy         | C     | 6 febbraio 1988  | VakıfBank GS  |
| 9  | Deniz Hakyemez       | S     | 3 febbraio 1983  | VakıfBank GS  |
| 10 | Gözde Kırdar         | S     | 26 giugno 1985   | VakıfBank GS  |
| 11 | Naz Aydemir          | P     | 14 agosto 1990   | Eczacıbaşı    |
| 12 | Esra Gümüş           | C     | 2 ottobre 1982   | Eczacıbaşı    |
| 13 | Neriman Özsoy        | S     | 13 marzo 1988    | Eczacıbaşı    |
| 14 | Eda Erdem            | C     | 22 febbraio 1987 | Fenerbahçe    |
| 16 | İpek Soroğlu         | C     | 12 marzo 1985    | Beşiktaş      |
| 17 | Neslihan Demir       | S/O   | 9 dicembre 1983  | VakıfBank GS  |
| ?  | Meryem Boz           | S     | 3 febbraio 1988  | İller Bankası |
| ?  | Elif Onur            | S     | 20 dicembre 1989 | Nilüfer       |